# Nikšić (Batočina)
Pour les articles homonymes, voir Nikšić (homonymie).
Nikšić (en serbe cyrillique : Никшић) est un village de Serbie situé dans la municipalité de Batočina, district de Šumadija. Au recensement de 2011, il comptait 176 habitants.

## Démographie
| 1948 | 1953 | 1961 | 1971 | 1981 | 1991 | 2002 | 2011 |
| ---- | ---- | ---- | ---- | ---- | ---- | ---- | ---- |
| 212  | 213  | 205  | 192  | 169  | 139  | 148  | 176  |

|  |